# Кошкаровка
 Кошкаровка  — деревня в Лямбирском районе Мордовии в составе  Первомайского сельского поселения.

## География
Находится у реки Атьма на расстоянии примерно 22 км на северо-запад от северо-западной границы города Саранск.

## История
Известно с 1869 года как владельческое сельцо Кошкаровка (Атьма) из 60 дворов, название дано по фамилии хозяина вахмистра Кошкарова. 

## Население
Постоянное население составляло 71 человек (русские 93%) в 2002 году, 53 в 2010 году .